# エド・ベグリー
エド・ベグリー（Ed Begley, 1901年3月25日 - 1970年4月28日）は、アメリカ合衆国コネチカット州ハートフォード生まれの俳優である。息子で俳優のエド・ベグリー・ジュニアに対してエド・ベグリー・シニアと表記されることもある。『渇いた太陽』 （1962年）で第35回アカデミー賞のアカデミー助演男優賞を受賞している。

## 来歴
1901年にアイルランド人の両親のもと、アメリカ合衆国コネチカット州ハートフォードに生まれる。9歳のときにアマチュア劇団の舞台に出演したことをきっかけに俳優になることを決意し、11歳で家を出て職を転々とする。アメリカ海軍で4年間を過ごした他、ボウリング場でピンの整理係をしたり、サーカスで働いたりしたこともあった。
1917年の大ヒット・ブロードウェイミュージカル『Going Up』に出演。翌年のロンドン公演にも出演する。
1931年にボードビリアンとして舞台に立つようになると同時にラジオアナウンサーとして働くようになる。
1947年、劇作家アーサー・ミラーの出世作となった舞台『みんな我が子（All My Sons）』（演出：エリア・カザン）に主演し、成功を収める。同年（1947年）のエリア・カザン監督作品『影なき殺人』で映画デビュー。出身地コネチカット州で実際に起きた事件をもとにした作品である。
1950年代以降は様々なテレビドラマにも出演するようになる。出演したドラマで日本でも放送されたものには『弁護士プレストン』『ローハイド』『逃亡者』『バージニアン』『ボナンザ』などがある。
1955年の舞台『Inherit the Wind』で第10回トニー賞演劇助演男優賞を受賞。主演のポール・ムニ（同作でトニー賞演劇主演男優賞を受賞）が4ヶ月で降板したため、その後の公演ではベグリーが代役を務めた。また、1965年のドラマ化作品（主演：メルヴィン・ダグラス）ではオリジナルの舞台で最初に演じた（トニー賞を受賞した）役で出演し、エミー賞にノミネートされた。
1962年の映画『渇いた太陽』で第35回アカデミー賞の助演男優賞を受賞する。
1970年に心筋梗塞で死去。

## 主な出演作品
| 公開年 | 邦題 原題                                                | 役名                    | 備考                      |
| ------ | -------------------------------------------------------- | ----------------------- | ------------------------- |
| 1947   | 影なき殺人 Boomerang                                     | ポール・ハリス          |                           |
| 1948   | 愉快な家族 Sitting Pretty                                | ホレイショ・J・ハモンド |                           |
| 1948   | 情無用の街 The Street with No Name                       | Bernard Harmatz         |                           |
| 1948   | 海の呼ぶ声 Deep Waters                                   | ジョシュ                |                           |
| 1948   | 私は殺される Sorry, Wrong Number                         | J.B.                    |                           |
| 1949   | タルサ Tulsa                                             | ジョニー・ブラディ      |                           |
| 1949   | 春の珍事 It Happens Every Spring                         | エドガー・ストーン      |                           |
| 1950   | 死への招待 Backfire                                      | ガルシア                |                           |
| 1950   | 鉄路の弾痕 Wyoming Mail                                  | ハインズ                |                           |
| 1952   | 栄光の星の下に Lone Star                                 | アンソニー・デメット    |                           |
| 1952   | 危険な場所で On Dangerous Ground                         | ブラウリー              |                           |
| 1952   | デッドライン～USA Deadline - U.S.A.                      | フランク・アレン        |                           |
| 1952   | 黒い街 The Turning Point                                 | ニール                  |                           |
| 1956   | 大会社の椅子 Patterns                                    | ウィリアム・ブリッグス  |                           |
| 1957   | 十二人の怒れる男 12 Angry Men                            | 陪審員10番              |                           |
| 1959   | 拳銃の報酬 Odds Against Tomorrow                         | デイヴ・バーク          |                           |
| 1961   | 野郎ぶっ飛ばせ The Green Helmet                          | バーテル                |                           |
| 1962   | 渇いた太陽 Sweet Bird of Youth                           | ボス・フィンリー        | アカデミー助演男優賞 受賞 |
| 1963   | 不沈のモリー・ブラウン The Unsinkable Molly Brown        | シェイマス・トビン      |                           |
| 1967   | 消えた拳銃 Warning Shot                                  | Roy Klodin              | テレビ映画                |
| 1967   | 10億ドルの頭脳 Billion Dollar Brain                      | ミッドウィンター        |                           |
| 1968   | ファイヤークリークの決斗 Firecreek                       | ブロイルズ              |                           |
| 1968   | 狂った青春 Wild in the Streets                           | オルブライト            |                           |
| 1968   | 奴らを高く吊るせ! Hang 'Em High                          | ウィルソン              |                           |
| 1969   | 沈黙のガンマン The Silent Gun                            | ジョン・コール          | テレビ映画                |
| 1970   | H・P・ラヴクラフトの ダンウィッチの怪 The Dunwich Horror | ヘンリー・アーミテージ  |                           |